# Kuno Kämper
Karl Kuno Kämper (* 11. April 1922 in Lüdenscheid; † 25. August 2012) war ein deutscher Ingenieur und Unternehmer.

## Leben
Kämper kam als Sohn des Fabrikanten Karl Kämper und seiner Ehefrau Ella, geb. Gembruch, zur Welt. Er wurde Ostern 1928 eingeschult und besuchte bis zur siebten Klasse die Volksschule. Dann entschlossen sich seine Eltern, ihn auf eine höhere Schule zu schicken. Er arbeitete den Lehrstoff der Klassen I–III nach und bestand Ostern 1935 die Aufnahmeprüfung für die IV. Klasse der Zeppelin-Oberschule in Lüdenscheid.
Im Januar 1940 wurde er zur Luftwaffe eingezogen und 1943 zum Offizier befördert. Im Wintersemester 1943/44 bekam er Urlaub, um an der Technischen Universität Dresden sein Studium aufnehmen zu können. Nach seiner Entlassung aus der Wehrmacht im Mai 1945 begann er eine praktische Ausbildung zum Weiterstudium. Zum Sommersemester 1946 wurde er an der Technischen Hochschule Hannover zugelassen. Dort legte er 1948 die Diplom-Vorprüfung und 1950 die Hauptprüfung in Fertigungslehre und Werkzeugmaschinenbau ab. Nach der Hauptprüfung erhielt er auf Vorschlag seines Professors Otto Kienzle ein Stipendium der Notgemeinschaft der deutschen Wissenschaft, das ihm die Durchführung einer Forschungsarbeit über Presspassungen ermöglichte. Diese Arbeit schloss er 1952 am Institut für Werkzeugmaschinen der TH Hannover ab. Die Ergebnisse flossen in seine Promotionsschrift Die Haftkräfte bei Kegelpresspassungen ein, die er im August 1954 in Hannover vorlegte.

### Unternehmerische Tätigkeiten
Schon vor seiner Promotion zum Dr.-Ing. war er in den väterlichen Betrieb, die Firma Lenzkämper GmbH & Co. KG Drahtformtechnik in Lüdenscheid, eingetreten und seit 1954 Mitinhaber. Er stellte die ersten Kontakte zur Autoindustrie her, die in den 1960er Jahren zu Aufträgen für den VW Käfer führten. Unter seiner Ägide wurden Ende der 1950er Jahre Sicherheitsgurte für Daimler-Benz gefertigt, Anfang der 1970er Jahre begann die Entwicklung von Umlenkbeschlägen für Sicherheitsgurte, die im ersten VW Golf zum Einsatz kamen. Das 1920 gegründete Unternehmen befindet sich im Besitz der Gründerfamilien Karin L. Lenz und Kuno Kämper.

### Verbandstätigkeiten
Von 1964 bis 1985 war Kämper Vorsitzender des Arbeitgeberverbandes der Metall- und Elektro-Industrie Lüdenscheid e. V. Seit 1956 war er Gründungsmitglied und erster Sprecher der Wirtschaftsjunioren Lüdenscheid, außerdem Landessprecher in Nordrhein-Westfalen. Von 1958 bis 1961 vertrat er die Wirtschaftsjunioren als einer der Bundessprecher mit der Zuständigkeit für die Auslandsarbeit auf europäischen Konferenzen und den JCI-Weltkongressen in Rio de Janeiro, Hongkong und Paris. 1961 wurde er zum JCI-Senator ernannt.

## Ehrungen
Für sein Lebenswerk wurde Kämper am 21. April 1982 mit dem Bundesverdienstkreuz 1. Klasse ausgezeichnet.

## Schriften
- Die Haftkräfte bei Kegelpresspassungen, Diss. Techn. Hochsch. Hannover 1954, Springer-Verlag, Berlin 1957